# 京都市立护理短期大学
京都市立护理短期大学（日语：／ Kyōto Shiritsu Kango Tanki Daigaku *），简称市看短，是过去一所位于日本京都府京都市中京区的公立短期大学。

## 概要

### 简介
- 学校最早可以追溯到1950年[1][2]。短期大学为于1954年开办[2]、由京都市经营、招生到2009年[3]、停办于2013年。为男女同校从1993年。

### 历史
- 1954年 京都市立护理短期大学成立并同时设置一个学科即护理科[1][2]。
- 1993年 开始招収男学生。
- 2009年 招生最后、次年停止招生[3]（正式停办于2013年3月31日[2]）。

## 学校环境
- 校区：在了京都府京都市中京区[注 1]

## 历任校长
- 松永周三郎：第一代短期大学校长[4]。
- 丰田久美子：最后短期大学校长[2]

## 组织

### 学科
- 护理科

### 专科
| - 没有 |

### 业余课程
| - 没有 |

## 相关链接
- 日本短期大学列表